# 黃袍

穿着黄袞龍袍的唐太宗。

黃袍，又稱柘袍，是中國，越南帝国，大韓帝國皇帝及皇太子，以及日本天皇專用的黃色袍服，一般為圓領袍。

## 中国
隋文帝是中国历史上开始穿黄袍的皇帝，《讀通鑑論》：“开皇元年，隋主服黄，定黄为上服之尊，建为永制。”
黃袍作為皇帝及太子專用服飾始於唐朝，武德年间，唐高祖降旨“禁士庶不得以赤黄为衣服”，令臣民不得僭服黄色，黃袍遂为皇室专用之服，但此規定並沒有嚴格執行，仍有不少士庶穿赤黃色衣服。
後周時，趙匡胤發起陳橋兵變，並黃袍加身，後來建立宋朝，黄袍正式成为皇帝專用服飾，至宋仁宗时还规定士庶衣着不许以黄袍为底或配制花样。自此黄色衣服亦为皇帝专用。

## 日本
日本天皇於平安時代開始穿著黃栌染袍，嵯峨天皇於弘仁年間下詔制定黃栌染服為天皇專用服飾。